# Salvatore Gravano
Salvatore (Sammy) Gravano, bijgenaamd Sammy the Bull, (New York, 12 maart 1945) was de onderbaas van de familie Gambino onder John Gotti. Gravano speelde een belangrijke rol in het plan van John Gotti om Paul Castellano te vermoorden en de nieuwe leider te worden. Toen hij eenmaal wist dat hij er zelf beter van zou worden, heeft hij samen met John Gotti in 1985 Paul Castellano laten vermoorden. Deze actie zou hem in een hogere positie brengen in de familie Gambino, onder de nieuwe leider John Gotti.
Nadat hij in 1991 als gevolg van een gigantische FBI-operatie tegen de familie Gambino was gearresteerd, getuigde hij tegen Gotti in de hoop op strafvermindering. John Gotti kreeg levenslang. Gravano bekende medeplichtig te zijn geweest aan negentien moorden, hij werd veroordeeld wegens medeplichtigheid aan gangsterpraktijken en kreeg vijf jaar cel. De reden dat hij tegen John Gotti getuigde, is dat justitie namelijk een bandopname in haar bezit had waarop John Gotti zich negatief uitliet over Sammy. Tegen Sammy werd toen verteld dat als hij niet tegen John zou getuigen het andersom het geval zou zijn. Dit was echter niet waar en John Gotti heeft nooit iemand verraden.
Hij werd eerder vrijgelaten en kwam toen in de getuigenbescherming, maar in 1995 vertrok hij en ging in Arizona wonen. In februari 2000 werd hij opgepakt en veroordeeld wegens het smokkelen van ecstasy. In oktober 2002 werd hij veroordeeld tot twintig jaar cel. Zijn vrouw, zoon, dochter en schoonzoon werden ook gearresteerd vanwege de ecstasy, samen met nog andere gangsters. Op 22 september 2017 werd de inmiddels 72-jarige Gravano vrijgelaten. Hij zat op dat moment ruim zeventien jaar achter de tralies.
Op zijn hoofd staat nog steeds een prijs van de familie Gambino.

## Film
- Witness to the Mob, gespeeld door Nicholas Turturro (1998)